# Museu d'Art de Nukus
El museu d'art de Nukus, també conegut com a Museu Estatal d'Art de la República de Karakalpakstan o Museu Igor Savitsky és un museu d'art situat a Nukus, capital de la república del Karakalpakstan, Uzbekistan. El museu, fundat el 1966 pel pintor, arqueòleg i col·leccionista Igor Savitsky (1915-1984), compta amb 90.000 peces. Hi destaca especialment la col·lecció d'avantguarda russa, que és la segona més gran del món, però també una remarcable col·lecció arqueològica, folclòrica i d'art contemporani de l'Àsia central. Actualment, el museu és la principal atracció turística de la ciutat.

## Història
Igor Savitsky (1915-1984) va tenir el primer contacte amb l'Àsia central el 1942, quan en plena Segona Guerra Mundial, l'acadèmia d'art on estudiava va ser relocalitzada a Samarcanda (Uzbekistan). Fascinat per la regió, va retornar-hi el 1950 com a artista de l'expedició arqueològica i etnogràfica de Coràsmia (1950-1957). Durant aquest període va començar a recopilar objectes folclòrics i d'arts aplicades de la zona de Karakalpastan. Es va traslladar definitivament de Moscou a Nukus, i va començar a treballar a l'Acadèmia Uzbeka de Ciències. Durant aquest temps, va combinar la seva pròpia activitat artística amb la recopilació d'obres arqueològiques i d'art, dedicant-se també a la formació d'artistes karakalpaks. Savitsky va convèncer les autoritats locals de la necessitat d'un museu d'art per a Karakalpakstan. El 1966, va ser nomenat director fundador del museu d'art de Nukus.
El documental The Desert of Forbidden Art (2010, dirigit per Amanda Pope i Tchavdar Georgiev) està basat en la història d'Igor Savistky i la fundació del museu.